# كرة المضرب في الألعاب الأولمبية الصيفية 2008

شعار مسابقة كرة المضرب في الأولومبيات

ستقام مسابقة كرة المضرب في أولومبيات بكين بين 10 و17 أغسطس. المباريات ستلعب في ملعب أولمبيك جريت تنس سينتر. الأرضية ستكون من النوع الصلب, والبتحديد من نوع DecoTurf.

## المسابقات
ستكون هناك أربع مسابقات رئيسية وهي:
- فردي رجال
- زوجي رجال
- فردي سيدات
- زوجي سيدات

وانقضت ألعاب الرجال بفوز روسيا بالميدالية الذهبية وإسبانيا بالفضية وروسيا بالميدالية البرونزية.

## مقر الحدث
- ملعب جرين تنس سينتر

### السعة
- الملعب المركزي - 10000 مقعد.
- ملعب رقم 1 - 4000 مقعد.
- ملعب رقم 2 - 2000 مقعد.
- الملاعب المتبقية - 7 ملاعب مكونة من 200 مقعد لكل واحدة.

الأرضية - DecoTurf II

## الجدول
| أغسطس      | 10         | 11         | 12         | 13          | 14          | 15          | 16                | 17      |
| الصباح     | 10.30      | 10.30      | 10.30      |             |             |             |                   |         |
| الظهر      | 17.00      | 17.00      | 17.00      | 16.00       | 16.00       | 16.00       | 16.00             | 16.00   |
| ---------- | ---------- | ---------- | ---------- | ----------- | ----------- | ----------- | ----------------- | ------- |
| فردي رجال  | دور الـ 64 | دور الـ 64 | دور الـ 32 | دور الـ 16  | ربع النهائي | نصف النهائي | البرونزية         | النهائي |
| فردي سيدات | دور الـ 64 | دور الـ 64 | دور الـ 32 | دور الـ 16  | ربع النهائي | نصف النهائي | البرونزية النهائي |         |
| زوجي رجال  | دور الـ 32 | دور الـ 32 | دور الـ 16 | ربع النهائي | نصف النهائي | البرونزية   | النهائي           |         |
| زوجي سيدات | دور الـ 32 | دور الـ 32 | دور الـ 32 | دور الـ 16  | ربع النهائي | نصف النهائي | البرونزية         | النهائي |

## ترتيب النقاط
|                           | ترتيب نقاط الـ ATP للرجال | ترتيب نقاط الـ WTA للسيدات |
| ------------------------- | ------------------------- | -------------------------- |
| الميدالية الذهبية         | 400                       | 353                        |
| الميدالية الفضية          | 280                       | 245                        |
| الميدالية البرونزية       | 205                       | 175                        |
| خاسر المركز الثالث/الرابع | 155                       | 135                        |
| ربع النهائي               | 100                       | 90                         |
| دور الـ 16                | 50                        | 48                         |
| دور الـ 32                | 25                        | 28                         |
| الدور الأول               | 5                         | 1                          |

## وصلات خارجية
- من موقع اتحاد كرة المضرب الدولي